# حاكم عام كندا
الحاكم العام لكندا هو منصب اتحادي يقوم بدور نائب وممثل عن الملكية في كندا، الملك حالياً هو تشارلز الثالث.

## روابط خارجية
- حاكم عام كندا على موقع IMDb (الإنجليزية)